# David Richards (racing)
David Pender Richards CBE, född 3 juni 1952, är en brittisk racingpersonlighet.
David Richards var tidigare stallchef i formel 1-stallen Benetton och British American Racing. Numera är han styrelseordförande i Prodrive-stallet.